# Maredudd ap Rhys Gryg
Maredudd ap Rhys Gryg est un prince gallois mort le 27 juillet 1271. Il règne sur une partie de l'ancien royaume de Deheubarth entre la mort de son père Rhys Gryg, en 1233, et sa propre mort.
Sa rivalité avec son frère aîné Rhys Mechyll, puis avec son neveu Rhys Fychan (de), l'amène à louvoyer entre le roi d'Angleterre Henri III et le prince de Galles Llywelyn ap Gruffydd pour assouvir ses ambitions.

## Biographie

### Origines
Maredudd ap Rhys Gryg appartient à la maison de Dinefwr, la dynastie régnante du royaume de Deheubarth, dans le sud-ouest du pays de Galles. Il est le fils de Rhys Gryg et le petit-fils du « seigneur Rhys », Rhys ap Gruffydd. Son grand-père est le dernier souverain de tout le Deheubarth. Après sa mort, en 1197, ses nombreux fils se disputent son héritage et Rhys Gryg obtient la région de l'Ystrad Tywi avec le château de Dinefwr, siège ancestral des rois du Deheubarth.
Maredudd est le deuxième fils de Rhys Gryg. Il a un frère aîné, Rhys Mechyll. Le Brut y Tywysogion note le mariage de Rhys Gryg avec Mathilde de Clare, fille du comte de Hertford Richard de Clare (mort en 1217), mais ne précise pas si ses fils sont issus de ce mariage. L'historien J. B. Smith suggère que seul Maredudd serait le fils de Mathilde, et que sa naissance légitime serait l'une des raisons pour lesquelles il dispute l'héritage paternel à Rhys Mechyll.

### Rivalité avec Rhys Mechyll

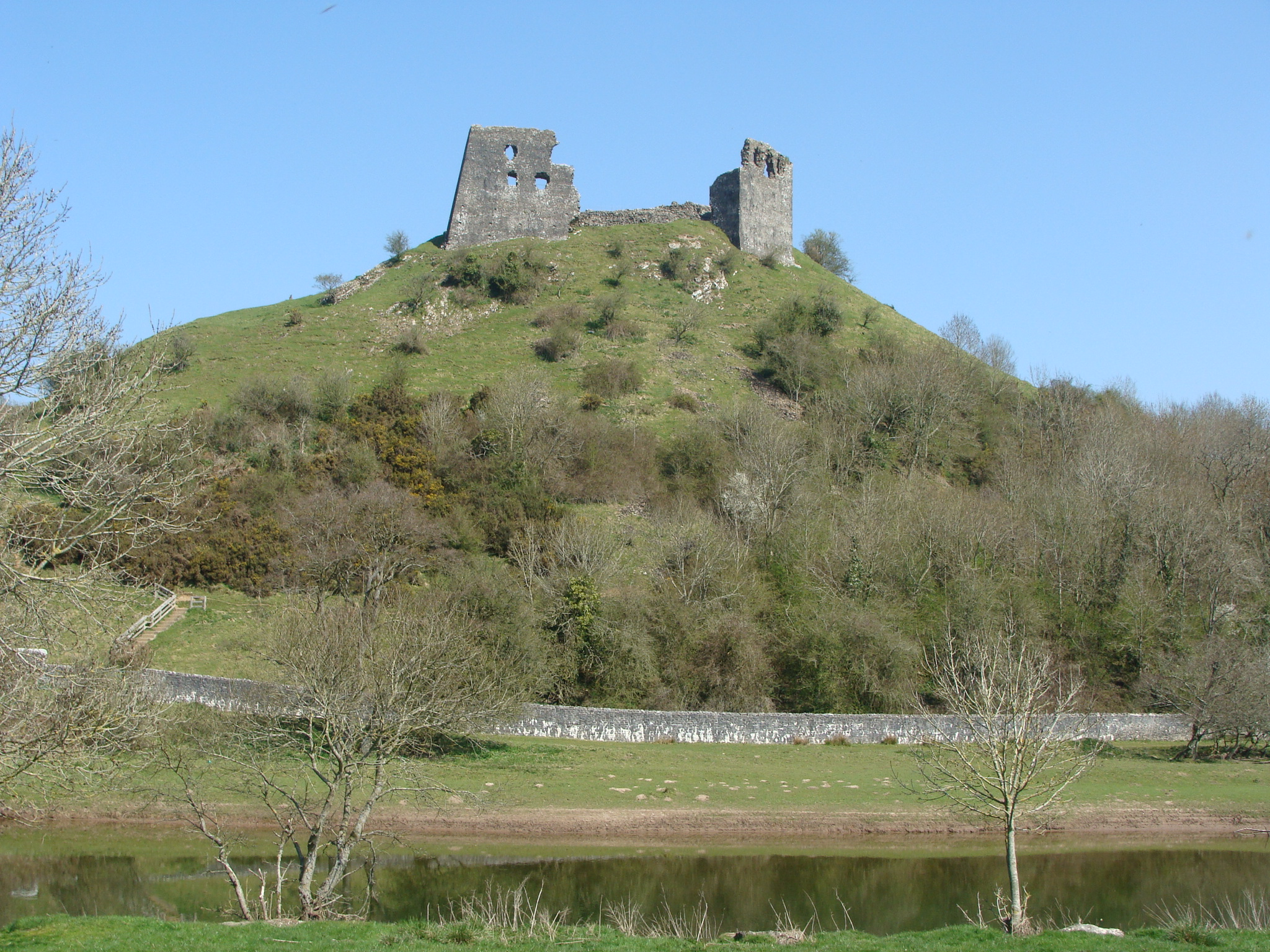
Les ruines du château de Dryslwyn.

À la mort de Rhys Gryg, en 1233, Rhys Mechyll hérite de la majeure partie de l'Ystrad Tywi, mais il est en butte à l'opposition de son frère cadet Maredudd qui bénéficie du soutien du comte de Pembroke Gilbert le Maréchal (en). Ce dernier confie à Maredudd un fief composé des cymydau d'Ystlwyf et d'Emlyn. Son autorité s'étend également sur les cymydau de Catheiniog, Mabudrud et Mabelfyw et il a pour siège le château de Dryslwyn, fondé soit par lui, soit par son père. En 1245, il y est assiégé par les Anglais pour s'être allié au prince de Gwynedd Dafydd ap Llywelyn.
En 1256, Maredudd est contraint de fuir l'Ystrad Tywi lorsqu'une armée anglaise menée par le chevalier Stephen Bauzan (en) vient apporter son soutien à Rhys Fychan (de). Il se réfugie dans le Gwynedd, auprès de son allié le prince Llywelyn ap Gruffydd, et participe à la campagne de ce dernier dans le Perfeddwlad (en) à la fin de l'année. Llywelyn le récompense en lui accordant des domaines dans le Ceredigion (Llanbadarn Fawr et le cantref de Buellt).
Avec l'aide de Llywelyn, Maredudd parvient à prendre le contrôle de la majeure partie de l'Ystrad Tywi, mais il est de nouveau confronté à Stephen Bauzan qui arrive en mai 1257 à la tête d'une nouvelle armée anglaise pour restaurer Rhys Fychan. Celui-ci rallie ses compatriotes gallois, qui remportent une grande victoire sur les Anglais à la bataille de Cymerau (en) au mois de juin.

### L'alliance anglaise

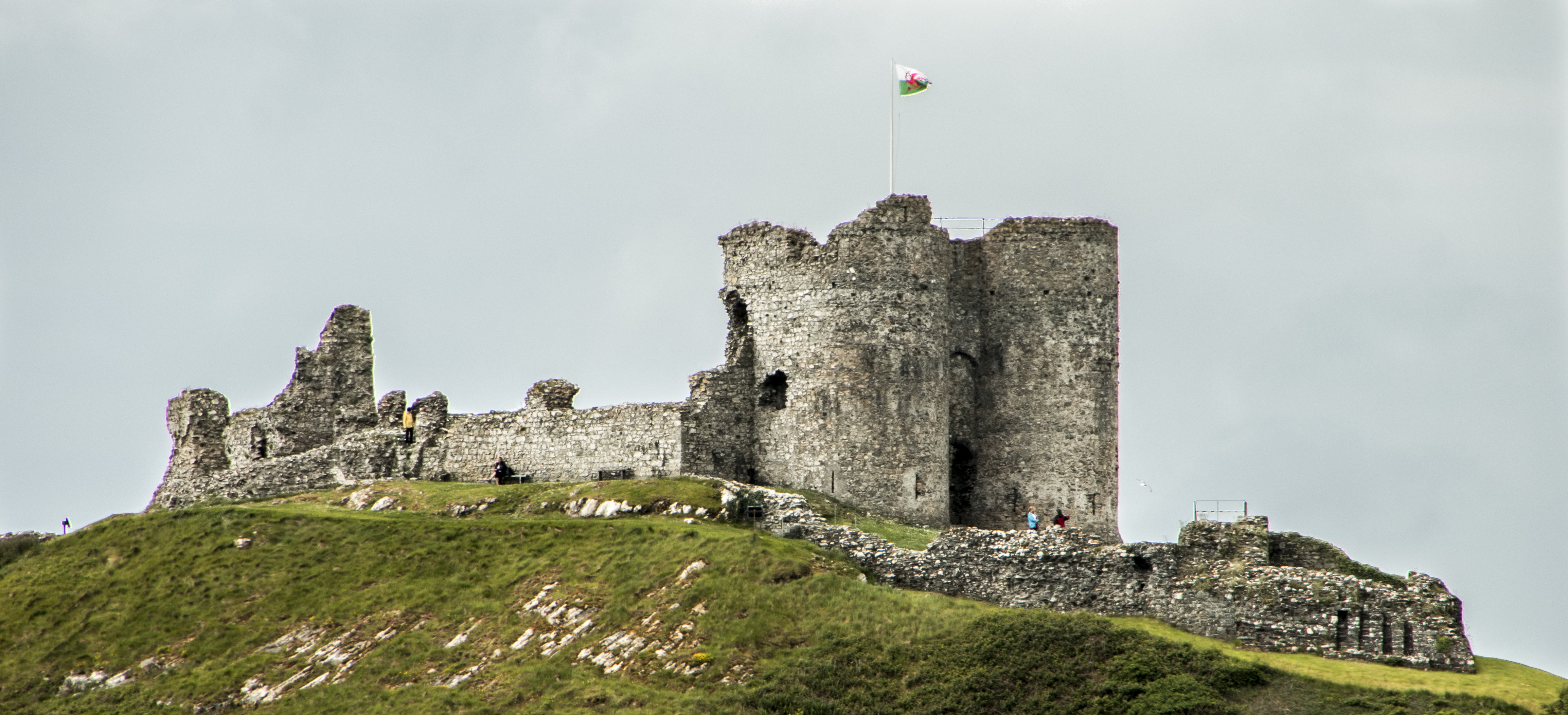
Les ruines du.

Le ralliement de Rhys Fychan empêche Llywelyn d'accorder à Maredudd la totalité de l'Ystrad Tywi. Frustré dans ses ambitions, Maredudd se tourne alors vers le roi d'Angleterre Henri III. Bien qu'il ne soit pas en mesure de l'aider concrètement, il accorde officiellement à Maredudd une seigneurie comprenant ses domaines, ceux de Rhys Fychan et deux cymydau dans le Ceredigion en octobre 1257.
Maredudd négocie avec Llywelyn pour récupérer la garde de son fils Rhys, gardé en otage par le prince du Gwynedd. Il s'engage en échange à lui rendre hommage, mais ne tarde pas à se dédire et rend son allégeance au roi anglais. Llywelyn mène deux campagnes contre lui en 1258 et finit par le capturer. Un tribunal composé de seigneurs gallois le déclare coupable de trahison le 28 mai 1259 et il passe plusieurs années en prison au château de Criccieth (en).
En 1261, Maredudd est libéré, mais Llywelyn lui impose des conditions particulièrement sévères. Cela ne l'empêche pas de revenir dans le giron du roi anglais quelques années plus tard. Le traité de Montgomery, conclu entre Llywelyn et Henri III en 1267, détermine que les princes gallois doivent tous rendre hommage à Llywelyn, à l'exception explicite de Maredudd, qui reste vassal d'Henri. Le prix de son hommage est fixé à 5 000 marcs. En 1270, le prince héritier Édouard convainc son père d'accepter de vendre l'hommage de Maredudd à Llywelyn, mais la transaction n'a peut-être pas eu lieu.
Maredudd ap Rhys meurt le 27 juillet 1271 dans son château de Dryslwyn. Il est enterré à l'abbaye de Whitland.

## Mariage et descendance
Maredudd ap Rhys épouse Isabelle le Maréchal, fille du comte de Pembroke Guillaume le Maréchal. Ils ont un fils :
- Rhys ap Maredudd (mort le 2 juin 1292).